# ウロコ (企業)
株式会社ウロコは北海道伊達市に本社を置く企業。
伊達市と洞爺湖町に、リーズナブルショップウロコの名称でスーパーマーケットを展開している。

## 概要
1971年(昭和46年) に有限会社ウロコ斎藤商店として法人登記し、1995年(平成7年)2月1日に組織、名称を株式会社ウロコと変更。
元々は終戦後、お茶の卸業として開業した。それから文具、事務用品と取扱商品を増やし、さらに食料品、日用雑貨、電気製品等の卸にも、手を広げ、食料品を主にした小売業に進出。その後、卸・納品業務は、オフィスシステム部とし、本社での取扱いとなった。
ウロコプラスカード電子マネーを発行している。

## 沿革
- 1971年(昭和46年) - 有限会社ウロコ斎藤商店として法人化。
- 1995年(平成7年)2月1日 - 株式会社ウロコに改組、改称。

## 店舗
出典:
全店日曜定休 （年末年始、お盆など変更の場合あり）
- 山下店 - 伊達市山下町159番地
- 舟岡店 - 伊達市舟岡町155番地
- 末永店 - 伊達市末永町49番地
- 虻田店 - 洞爺湖町高砂町19番地

### 閉店した店舗
- 洞爺湖温泉店[4]